# Reichsbundpokal 1940/41
Der Reichsbundpokal 1940/41 war der siebte ausgetragene Reichsbundpokal-Wettbewerb. Mit Hinzukommen der Gaue Danzig-Westpreußen und Wartheland gab es eine Veränderung des Austragungsmodus. Die Auswahlmannschaften aller 20 Gaue traten in der Vorrunde an, die zehn Sieger spielten dann in einer Zwischenrunde fünf Sieger aus. Von diesen fünf Siegern waren drei Mannschaften für das Halbfinale qualifiziert, die zwei restlichen Mannschaften spielten in einem Ausscheidungsspiel den vierten Halbfinalisten aus. Das Finale, eine Neuauflage des letztjährigen Endspiels, gewann dieses Mal die Auswahlmannschaft Sachsens, deren Grundgerüst aus Spielern des Dresdner SC bestand, durch einen 2:0-Erfolg über Bayern. Pommern und Ostpreußen feierten jeweils den dritten Sieg in einem Gauauswahlspiel überhaupt, schieden dann aber in der Zwischenrunde chancenlos aus. Westfalen verzichtete in dieser Spielzeit auf Spieler des FC Schalke 04 und schied bereits in der ersten Runde aus.

## Vorrunde
| Datum           |                    | Ergebnis             |               | Stadion                                    |
| --------------- | ------------------ | -------------------- | ------------- | ------------------------------------------ |
| 6. Oktober 1940 | Wartheland         | 1:2 n. V. (1:1; 0:1) | Schlesien     | Platz des 1. FC, Posen (5.000)             |
| 6. Oktober 1940 | Pommern            | 3:2 (1:0)            | Mitte         | Stettin (4.000)                            |
| 6. Oktober 1940 | Sachsen            | 2:0 (0:0)            | Westfalen     | Südkampfbahn, Chemnitz (15.000)            |
| 6. Oktober 1940 | Württemberg        | 4:3 (3:3)            | Niederrhein   | Adolf-Hitler-Kampfbahn, Stuttgart (5.000)  |
| 6. Oktober 1940 | Sudetenland        | 2:3 n. V. (2:2; 0:1) | Baden         | Platz der NSTG, Teplitz (3.000)            |
| 6. Oktober 1940 | Berlin-Brandenburg | 4:3 (2:3)            | Mittelrhein   | Poststadion, Berlin (15.000)               |
| 6. Oktober 1940 | Danzig-Westpreußen | 1:3 (1:1)            | Nordmark      | Albert-Forster-Kampfbahn, Danzig (5.000)   |
| 6. Oktober 1940 | Südwest            | 5:2 (3:1)            | Ostmark       | Waldstadion, Frankfurt am Main (5.000)     |
| 6. Oktober 1940 | Bayern             | 3:3 n. V. (3:3; 0:2) | Niedersachsen | Zerzabelshof, Nürnberg (7.000)             |
| 6. Oktober 1940 | Ostpreußen         | 3:2 (2:2)            | Hessen        | Horst-Wessel-Kampfbahn, Königsberg (6.000) |

Wiederholungsspiel:
| Datum            |               | Ergebnis             | !Stadion |                                          |
| ---------------- | ------------- | -------------------- | -------- | ---------------------------------------- |
| 27. Oktober 1940 | Niedersachsen | 1:2 n. V. (1:1; 1:0) | Bayern   | Eintracht-Stadion, Braunschweig (15.000) |

## Zwischenrunde
| Datum            |           | Ergebnis  | !Stadion           |                                               |
| ---------------- | --------- | --------- | ------------------ | --------------------------------------------- |
| 3. November 1940 | Schlesien | 4:2 (3:1) | Württemberg        | Hermann-Göring-Sportfeld, Breslau (5.000)     |
| 3. November 1940 | Pommern   | 1:6 (0:2) | Sachsen            | Richard-Lindemann-Sportplatz, Stettin (4.000) |
| 3. November 1940 | Baden     | 2:0 (0:0) | Berlin-Brandenburg | Mannheimer Stadion, Mannheim (10.000)         |
| 3. November 1940 | Nordmark  | 0:0 n. V. | Südwest            | Sportplatz am Rothenbaum, Hamburg (8.000)     |
| 8. Dezember 1940 | Bayern    | 7:2 (4:0) | Ostpreußen         | Willy-Sachs-Stadion, Schweinfurt (8.000)      |

Wiederholungsspiel:
| Datum           |         | Ergebnis  | !Stadion |                                           |
| --------------- | ------- | --------- | -------- | ----------------------------------------- |
| 12. Januar 1941 | Südwest | 4:2 (2:2) | Nordmark | Stadion Kieselhumes, Saarbrücken (12.000) |

## Ausscheidungsspiel
| Datum           |           | Ergebnis  | !Stadion |                                              |
| --------------- | --------- | --------- | -------- | -------------------------------------------- |
| 9. Februar 1941 | Schlesien | 3:5 (2:1) | Sachsen  | Platz der Kattowitzer TG, Kattowitz (20.000) |

## Halbfinale
| Paarung        | Sachsen – Baden |
| Ergebnis       | 7:2 (3:1) |
| Datum          | 9. März 1941 |
| Stadion        | Stadion am Ostragehege, Dresden |
| Zuschauer      | 17.000 |
| Schiedsrichter | Fritz Klatt (Magdeburg) |
| Tore           | 1:0 Machate (10.) 2:0 Schaffer (33., Elfmeter) 2:1 Rastetter (37.) 3:1 Weigel (44.) 4:1 Schaffer (52.) 5:1 Mende (62.) 6:1 Machate (69.) 6:2 Rastetter (72.) 7:2 Weigel (81.) |
| Sachsen        | Willibald Kreß (Dresdner SC) – Karl Miller (Dresdner SC), Lothar Richter (Chemnitzer BC) – Herbert Pohl (Dresdner SC), Walter Dzur (Dresdner SC), Helmut Schubert (Dresdner SC) – Fritz Mende (Riesaer SV), Heinrich Schaffer (Dresdner SC), Fritz Machate (Dresdner SC), Herbert Weigel (Planitzer SC), Gustav Carstens (Dresdner SC)                                      |
| Baden          | Karl Vetter (VfR Mannheim) – Georg Lutz (VfL Neckarau), Karl Gönner (VfL Neckarau) – Richard Mannale (VfL Neckarau), Gottfried Wenzelburger (VfL Neckarau), Werner Feth (VfR Mannheim) – Otto Vogt (1. FC Pforzheim), Hugo Rastetter (VfB Mühlburg), Willi Preschle (VfL Neckarau), Walter Danner (VfR Mannheim), Karl Striebinger (VfR Mannheim) Cheftrainer: Hans Schmidt |

| Paarung        | Südwest – Bayern |
| Ergebnis       | 1:5 (1:3) |
| Datum          | 16. März 1941 |
| Stadion        | Waldstadion, Frankfurt am Main |
| Zuschauer      | 25.000 |
| Schiedsrichter | Witthaus (Duisburg) |
| Tore           | 1:0 Göhlich (12.) 1:1 Krückeberg (30.) 1:2 Fiederer (33.) 1:3 Krückeberg (44.) 1:4 Lechner (50.) 1:5 Krückeberg (60.) |
| Südwest        | Robert Heinrich (TSG 1861 Ludwigshafen) – Ludwig Kolb (Eintracht Frankfurt), Alfons Moog (Eintracht Frankfurt) – Arthur Böttgen (FSV Frankfurt), Wilhelm Lautz (Reichsbahn-TSV Rot-Weiß Frankfurt), Otto Tschatsch (Kickers Offenbach) – Rudolf Reinhardt (VfR Frankenthal), Fritz Walter (1. FC Kaiserslautern), Harry Stab (Kickers Offenbach), Adam Schmitt (Eintracht Frankfurt), Karl Göhlich (Kickers Offenbach) Cheftrainer: Paul Oswald |
| Bayern         | Georg Köhl (1. FC Nürnberg) – Robert Bernard (VfR 07 Schweinfurt), Alfred Pfänder (1. FC Nürnberg) – Andreas Kupfer (1. FC Schweinfurt), Georg Kennemann (1. FC Nürnberg), Franz Hammerl (TSV 1860 München) – Walter Staudinger (TSV 1860 München), Georg Lechner (SSV Schwaben Augsburg), Heinz Krückeberg (TSV 1860 München), Hans Fiederer (SpVgg Fürth), Wilhelm Simetsreiter (FC Bayern München) Cheftrainer: Max Schäfer                  |

## Finale
| Paarung        | Sachsen – Bayern |
| Ergebnis       | 2:0 (1:0) |
| Datum          | 7. September 1941 |
| Stadion        | Stadion an der Planitzstraße, Chemnitz |
| Zuschauer      | 30.000 |
| Schiedsrichter | Robert Beinlich (Wien) |
| Tore           | 1:0 Schaffer (38., Elfmeter) 2:0 Willimowski (83.) |
| Sachsen        | Willibald Kreß (Dresdner SC) – Karl Miller (Dresdner SC), Heinz Hempel (Dresdner SC) – Herbert Pohl (Dresdner SC), Lothar Richter (Chemnitzer BC), Helmut Schubert (Dresdner SC) – Helmut Schubert (Dresdner SC), Heinrich Schaffer (Dresdner SC), Ernst Willimowski (PSV Chemnitz), Helmut Schön (Dresdner SC), Gustav Carstens (Dresdner SC)                                                                                                 |
| Bayern         | Ludwig Liedenberger (FC Wacker München) – Sigmund Haringer (FC Wacker München), Robert Bernard (VfR 07 Schweinfurt) – Andreas Kupfer (1. FC Schweinfurt), Wilhelm Dziarstek (BC Augsburg), Franz Hammerl (TSV 1860 München) – Walter Staudinger (TSV 1860 München), Georg Lechner (SSV Schwaben Augsburg), Heinz Krückeberg (TSV 1860 München), Hans Fiederer (SpVgg Fürth), Wilhelm Simetsreiter (FC Bayern München) Cheftrainer: Max Schäfer |

Der Wiener Robert Beinlich übernahm die Leitung des Endspiels, nachdem der eigentlich vorgesehene Helmut Fink aus Frankfurt am Main für das Länderspiel zwischen Schweden und Dänemark am 14. September des Jahres in Stockholm berufen wurde.

## Torschützen
Nachfolgend sind die besten Torschützen des Reichsbundpokals 1940/41 aufgeführt. Sie sind nach Anzahl ihrer Treffer sortiert, bei Gleichstand nach Spieleinsätzen.
| Rang | Spieler           | Auswahlmannschaft | Verein                        | Tore | Einsätze |
| ---- | ----------------- | ----------------- | ----------------------------- | ---- | -------- |
| 1    | Ernst Willimowski | Sachsen           | Chemnitzer Polizeisportverein | 8    | 3        |
| 2    | Hans Fiederer     | Bayern            | SpVgg Fürth                   | 5    | 5        |
| 3    | Fritz Viere       | Mittelrhein       | SpVgg Sülz 07                 | 3    | 1        |